# Plagiothecium teres
Plagiothecium teres là một loài Rêu trong họ Plagiotheciaceae. Loài này được (Mönk.) Jedl. miêu tả khoa học đầu tiên năm 1950.